# Белок S100
Белки S100 — группа кальций-связывающих белков с низким молекулярным весом. Открыты в 1965 г. Б. В. Муром (B.W. Moore). Белки S100 представляют собой небольшие белки размером 10-12 кДа. В течение последующих 50 лет после их открытия было обнаружено более 20 подтипов этих белков. Белки S100A8 (кальгранулин А, или MRP8), S100A9 (кальгранулин В, или MRP14) и S100A12 (кальгранулин С) связаны с врожденным иммунитетом и найдены в гранулоцитах, моноцитах и макрофагах в ранних этапах их развития. Белки S100A8 и S100A9 образуют гетеродимер S100A8/S100A9 (кальпротектин) и обладает антибактериальным действием. Белки S100 характеризуются выраженной тканеспецифичностью и клеточно-специфичностью экспрессии. Содержание белков S100 увеличивается в начальных стадиях развития хронической ишемии мозга и отражает хронические нейродегенеративные процессы в тканях мозга. В большинстве случаев естественные формы белка S100 являются димерами, состоящими из субъединиц двух типов — a и b. Субъединицы обычно близки по размеру, по первичной структуре и составу аминокислот.
Название происходит от их способности полностью растворяться в 100 % растворе сульфата аммония при нормальном pH (англ. 100% soluble).

## Белки S100
- S100A1, S100A2, S100A3, S100A4,S100A5, S100A6, S100A7, S100A8, S100A9, S100A10, S100A11, S100A12, S100A13, S100A14, S100A15, S100A16

- S100B

- S100P

- S100Z